# Українська асоціація маркетингу
Українська асоціація маркетингу (УАМ) — всеукраїнська неприбуткова громадська організація.

## Історія
Асоціація заснована 20 лютого 1997 року. Тоді завданнями організації були визначені:
- Створення професійного об’єднання маркетологів;
- Розробка стандартів роботи маркетологів;
- Формування інформаційної платформи для професіоналів у сфері маркетингу;
- Пропаганда маркетингу як науки.

У 1999 році УАМ отримала статус всеукраїнської громадської організації. Основними завданнями цього етапу стали:
- Формування цивілізованого бізнес середовища в Україні;
- Просунення маркетингу як фактору, що визначає економічний розвиток і благоустрій країни;
- підтримка малого і середнього бізнесу шляхом впровадження принципів маркетингу у господарську діяльність;
- сприяння формуванню прозорого механізму взаємодії між навчальними закладами, бізнесом і органами державного управління у сфері освіти маркетологів.

Тоді ж асоціація започаткувала проекти:
- випуск науково-практичного журналу «Маркетинг в Україні» (спочатку щоквартальне видання, потім двомісячник), що був визнаний ВАК України професійним науковим виданням;
- проведення щорічної науково-практичної конференції «Маркетинг в Україні», а також засідань за «круглим столом» маркетологів і товаровиробників різноманітних галузей економіки — з метою ознайомлення з сучасним маркетинговим інструментарем, пошуку спільних корпоративних позицій.

З 2000 року, членами УАМ стали провідні маркетингові дослідницькі агентства, що знайшло своє оформлення в створенні при УАМ Клубу директорів дослідницьких агентств. Станом на 2004—2005 роки члени УАМ, згідно з експертними оцінками, забезпечували понад 90% обороту маркетингових досліджень, що проводяться дослідницькими агентствами на замовлення.

## Діяльність і структура
Діяльність УАМ регулюється її Статутом та Етичним кодексом. Статут регламентує основні напрями діяльності ВГО «УАМ», права та обов'язки її членів, структуру управління. Етичний Кодекс проголошує цивілізовані методи ведення маркетингової діяльності, коректні та чесні взаємовідносини між дослідниками і замовниками маркетингових досліджень, нерозголошення комерційної таємниці клієнтів з боку маркетологів.
Структуру ВГО «УАМ» складають первинні осередки, які об'єднуються в обласні організації. Головним органом ВГО «УАМ» є Конференція, яка скликається не рідше ніж один раз на рік. Конференція обирає Раду ВГО «УАМ». Рада є керівним органом управління Асоціації між Конференціями. Раду очолює Президент, який обирається терміном на п'ять років. Поточну діяльність веде Дирекція, яку очолює генеральний директор.

### Міжнародна діяльність і стандартизація
В рамках УАМ розроблені та пройшли державну реєстрацію Стандарти якості маркетингових досліджень УАМ 91.12.0-2108654-001-2002. Розроблений на основі діючих міжнародних стандартів, цей документ виконує для галузі регулюючі функції, сприяє підвищенню професійного рівня і розвитку добросовісної конкуренції.
У 2003 за сприяння УАМ виданий офіційний переклад Директив і Керівництв ESOMAR українською мовою. Стандарти якості маркетингових досліджень і керівництва та директиви ESOMAR є нормами ведення бізнесу у дослідницькій галузі.
З 2005 року УАМ стала офіційно членом ESOMAR, а генеральний директор УАМ Ірина Лилик обрана Національним представником ESOMAR в Україні.
Документи міжнародних організацій постійно публікуються у науково-практичному журналі асоціації «Маркетинг в Україні».
З 2005 року УАМ стала членом Європейської маркетингової конфедерації, основним завданням якої є гармонізація професійних вимог маркетологів, розроблених національними асоціаціями.

### Освітні і науково-практичні проекти
Конференції і семінари УАМ є місцем зустрічей вчених і практиків вітчизняного маркетингового бізнесу. З метою розвитку маркетингу як науки і для створення платформи спілкування між представниками наукової думки, маркетологами підприємств і дослідниками щорічно проводиться Міжнародна науково-практична конференція «Маркетинг в Україні».
Метою конференції є обговорення тенденцій розвитку маркетингу в Україні, перспективних напрямків в маркетинг освіті, знайомство з новими технологіями у сфері досліджень, обмін досвідом вітчизняними маркетологами між собою і з іноземними гостями. За результатами обговорень друкуються тезиси основних доповідей і дискусій.
З 2003 року постійною подією стало проведення щорічного Всеукраїнського Форуму «Промисловий Маркетинг», основним завданням якого є розвиток маркетингу для сектору В2В, а також запровадження сучасних маркетингових технологій у діяльність промислових підприємств. Спонсорами виступали компанії «Сіменс Україна» і «Єврокар». Філософія форуму — «Прозорість і партнерство».
У 2004 році УАМ розробила і запропонувала своїм членам електронне видання, спочатку назване як Інформаційний бюлетень УАМ і потім поступово перетворене в «Маркетинг газету». Основним завданням даного видання є оперативне інформування маркетологів про маркетингові проекти, що проходять в Україні і за кордоном.
УАМ регулярно проводить відкриті тренінги для навчання новітнім технологіям у маркетинзі, рекламі, ПР.

### Реалізовані проекти
- 2000 - Цикл тренінг-семінарів в місті Миколаєві «Практичні тренінги з бізнес-планування і інвестиційного менеджменту для жінок-підприємців»;
- 2003-2004 проект «Партнерство жінок і чоловіків у бізнесі»;
- з 2000 року при УАМ постійно діє Клуб викладачів з маркетингу;
- щорічно проводиться методичний семінар для викладачів, на якому обговорюються питання утримання навчальних курсів, обмін досвідом в методиках викладання. Перший методичний семінар «Портфель методичного забезпечення викладача маркетингу» був проведений 25 жовтня 2002 року спільно з Секцією маркетингу Науково-методичної комісії з економічної освіти Міністерства освіти і науки України;
- 2005 - опублікована брошура «Професійна освіта у маркетингу: освітньо-кваліфікаційні вимоги»;
- 2005 - створений студентський маркетинг-клуб «M-team» на базі Київського університету технологій і дизайну;
- з 2005 - для підтримки талановитої молоді організований Всеукраїнський конкурс студентських робіт з маркетингу.

### Засновники і керівники УАМ
Засновники Всеукраїнської громадської організації «Українська Асоціація Маркетингу»: 
- академік Анатолій Павленко,
- проф. Алла Старостіна,
- проф. Анатолій Войчак,
- проф. Тетяна Циганкова,
- к.е.н. Ірина Лилик,
- к.е.н. Володимир Заболотний,
- проф. Володимир Онищенко.

Президентом УАМ обраний ректор КНЕУ, академік Анатолій Павленко, віце-президентами — проф. Алла Старостіна, проф. Анатолій Войчак., проф. Володимир Паніотто, Олександр Гладунов.
В Раду УАМ ввійшли Світлана Гостілова, проф. Віктор Заруба, Наталія Карпенко, Ірина Лилик, Сергій Лилик, Павел Макаренко, Людмила Мороз, проф. Тетяна Решетілова, проф. Ірина Решетникова, Олег Синаюк, Олександр Федоришин, проф. Микола Чурилов, проф. Лариса Яцишина.
Генеральним директором затверджена Ірина Лилик.